# Furla
Furla è un'azienda di moda italiana che opera nel campo della pelletteria producendo borse, calzature, accessori.

## Storia
Fondata a Bologna nel 1927 da Aldo e Margherita Furlanetto per occuparsi inizialmente della distribuzione di accessori femminili, nel 1955 apre in via Ugo Bassi il primo negozio Furla. A partire dagli anni settanta affiancano il padre nella guida dell'azienda i figli Carlo, Paolo e Giovanna Furlanetto. Sempre in quegli anni è inaugurata la prima linea di borse Furla.
La società, trasformata nel frattempo in società per azioni, si specializza in oggetti e accessori dedicati al mondo femminile, dalle borse, alle cinture, ai portachiavi, ai gioielli fino ad arrivare negli anni a produrre alcune linee di borse e accessori da uomo. Negli anni ottanta comincia ad entrare con i primi negozi monomarca nel mercato francese e in quello statunitense, nel 1990 approda in Giappone.
Controllata interamente da due rami della famiglia (quello che fa capo a Giovanna Furlanetto con la maggioranza delle quote, più del 66%, e quello che fa invece capo agli eredi del fratello Carlo e cioè la moglie Maria Luisa Valentini e i figli Marco, Filippo, Silvia, Michele), l'attività è sempre stata gestita direttamente dalla famiglia fino al 2007, quando la carica di amministratore delegato è stata affidata a un manager esterno, Paolo Fontanelli. In seguito la guida passa nel 2010 a Eraldo Poletto (con l'interruzione di un anno: esce nel 2012 per andare alla Alfred Dunhill, rientra nel maggio 2013) il quale rimane in azienda fino al 2016, pochi giorni dopo l'annuncio da parte della Tip di Giovanni Tamburi dell'inizio del processo per la quotazione in Borsa (poi slittato) con un prestito obbligazionario di 15 milioni convertibile in azioni. Nel marzo 2017 è nominato il successore: Alberto Camerlengo, l'ex direttore generale di Furla.
Nel 2013 viene aperto il flagship store di Milano Duomo, nel 2015 viene inaugurato nel cuore di Milano Palazzo Furla (l'ex Palazzo Ricordi), nel 2016 Giovanna Furlanetto, che controlla il 66,6% della società attraverso la Bloom Holding, cede parte della quota in nuda proprietà al figlio Giuseppe Costato.
Sono aperti altri negozi monomarca fino a gestirne 467 (di cui 263 diretti) nel 2018 in cento paesi del mondo dopo avere ripreso negli ultimi due anni il controllo diretto della distribuzione acquisendo il 51% della società che distribuisce il marchio in Portogallo, cinque negozi attivi a Singapore e 11 in Australia. Il Giappone è il secondo mercato dopo quello europeo con l'area Asia Pacifico che ha registrato nel 2017 un aumento delle vendite del 50%. Nel 2018 diventa il primo mercato con una quota del 22%.

## Fondazione Furla
Nel 2008 per volontà di Giovanna Furlanetto, attuale presidente della società Furla, è stata creata la "Fondazione Furla", con sede a Bologna, che si prefigge la missione di allargare le possibilità di affermazione dei giovani talenti nei mestieri creativi, dall'arte alla moda.

## Dati economici
Nel 2017 l'azienda ha registrato ricavi per 499 milioni di euro Nel 2018 il fatturato ha raggiunto i 513 milioni con una crescita del 5,2% a tassi costanti. L'Asia, che copre il 26% del fatturato, registra una crescita del 18,2%.